# Pina Majone Mauro
Pina Majone Mauro, all'anagrafe Pina Majone (Gioiosa Ionica, 5 settembre 1929 – Lamezia Terme, 17 giugno 2023) è stata una poetessa e scrittrice italiana.

## Biografia
Nacque a Gioiosa Ionica e visse tra Lamezia Terme e Roma svolgendo l'attività di docente, scrittrice e poetessa. Suoi saggi furono pubblicati su Calabria 2000, Calabria Letteraria, Il Veltro e Il Corriere di Roma.
I suoi versi sono stati inseriti in diverse antologie e tradotti anche all'estero: il poeta Febo Delfi ne ha curato la traduzione in greco (Atene 1987) e il prof. R. Magherescu quella in rumeno, portandoli come oggetto di studio all'Università di Costanza.
L'antropologo e docente universitario Luigi Lombardi Satriani curò la presentazione della raccolta di poesie Diapason e Vito Teti quella di Frontiera.
È morta a Lamezia Terme nel 2023.

## Stile
Le opere sono caratterizzate da uno stile simbolista espresso in chiave intimistica e da un pronunciato lirismo ermetico. Con Frontiera emerge ulteriormente il legame tra la poetessa e la Calabria, sua terra d'origine.

## Opere
- Spessori, Ed. Temesa, Roma, 1987;
- Diapason, Rubbettino Editore, Soveria Mannelli 1997;
- La mia Isla Negra, Fermenti, Roma 2000;
- Brevia et cetera, Lepisma, Roma 2005;
- Frontiera. Novanta canzoni d'amore alla Calabria, Calabria Letteraria, Soveria Mannelli, 2012.
- Il portico della Luna - 54 poesie per Carlo, Calabria Letteraria, Soveria Mannelli, 2017.

## Premi
- Medaglia d'oro Calabria, 1998[3]
- Anima Mediterranea, 2015[7]
- Liriche e note sotto le stelle, 2024